# Peta Murgatroyd
Peta Jane Murgatroyd (Auckland, 14 luglio 1986) è una ballerina australiana, meglio conosciuta per le sue apparizioni all'edizione americana di Dancing with the Stars, in cui ha vinto due volte.

## Biografia
Murgatroyd è nata ad Auckland, Nuova Zelanda, ma si trasferì in Australia quando aveva 18 mesi; di conseguenza, lei si è sempre considerata Australiana. È cresciuta a Perth, Western Australia, e ha iniziato a studiare danza classica all'età di 4 anni. Secondo la ABC, è stata allenata per 12 anni dalla ballerina principale del Kirov Ballet, Madame Lubov Nikonorenko.

### Dancing with the Stars
Murgatroyd si è unita al cast di Dancing with the Stars nel 2011 come membro della troupe nella dodicesima stagione. È divenuta un membro fisso del cast professionale dalla tredicesima stagione, dove fu eliminata subito, e ha vinto nella stagione 14. Murgatroyd è stata un membro fisso del cast professionale per tutte le edizioni successive del programma.
| Stagione | Partner           | Posizione | Media voto |
| -------- | ----------------- | --------- | ---------- |
| 13       | Metta World Peace | 12th      | 14.0       |
| 14       | Donald Driver     | 1st       | 27.1       |
| 15       | Gilles Marini     | 6th       | 27.6       |
| 16       | Sean Lowe         | 6th       | 21.6       |
| 17       | Brant Daugherty   | 7th       | 25.8       |
| 18       | James Maslow      | 4th       | 26.9       |
| 19       | Tommy Chong       | 5th       | 21.5       |
| 20       | Michael Sam       | 10th      | 20.0       |
| 22       | Nyle DiMarco      | 1st       | 26.9       |
| 24       | Nick Viall        | 7th       | 21.9       |
| 25       | Nick Lachey       | 9th       | 20.0       |
| 28       | Lamar Odom        | 10th      | 12.0       |

I voti dalla stagione 19 alla 20 sono stati adeguati su 30 e non su 40.